# Olírids
La família dels olírids (Olyridae) és constituïda per peixos actinopterigis d'aigua dolça i de l'ordre dels siluriformes.

## Morfologia
- Cos allargat i sense escates.
- 4 parells de barbes sensorials.
- Ulls petits i per sota de la pell.
- Sense espina dorsal.
- L'aleta caudal és llarga i punxeguda o bifurcada.
- Nombre de vèrtebres: entre 48 i 53.[2]

## Distribució geogràfica
Es troba a l'Índia i Myanmar.

## Gèneres i espècies
- Olyra (McClelland, 1842)[3]
  - Olyra burmanica (Day, 1872)[4]
  - Olyra collettii (Steindachner, 1881)[5]
  - Olyra horae (Prashad & Mukerji, 1929)[6]
  - Olyra kempi (Chaudhuri, 1912)
  - Olyra longicaudata (McClelland, 1842)[7][8][9][10][11]